# Nupserha szetschuanica
Nupserha szetschuanica är en skalbaggsart som beskrevs av Stefan von Breuning 1947. Nupserha szetschuanica ingår i släktet Nupserha och familjen långhorningar. Inga underarter finns listade i Catalogue of Life.